# Чемпионат Уругвая по футболу 1932
Примера А Уругвая по футболу 1932 года — очередной сезон лиги. Первый профессиональный чемпионат страны. Турнир проводился по трёхкруговой системе в 27 туров. Все клубы из Монтевидео. До начала сезона «Олимпия» и «Капурро» объединились в «КА Ривер Плейт».

## Таблица
| №  | Клуб                 | И  | В  | Н | П  | Заб | Проп | Очки |
| 1  | Пеньяроль            | 27 | 17 | 6 | 4  | 54  | 26   | 40   |
| 2  | Рампла Хуниорс       | 27 | 14 | 7 | 6  | 66  | 32   | 35   |
| 3  | Насьональ            | 27 | 13 | 6 | 8  | 49  | 34   | 32   |
| 4  | Дефенсор             | 27 | 12 | 7 | 8  | 51  | 41   | 31   |
| 5  | Монтевидео Уондерерс | 27 | 12 | 6 | 9  | 33  | 31   | 30   |
| 6  | КА Ривер Плейт       | 27 | 12 | 3 | 12 | 37  | 42   | 27   |
| 7  | Сентраль             | 27 | 9  | 6 | 12 | 32  | 46   | 24   |
| 8  | Белья Виста          | 27 | 8  | 7 | 12 | 30  | 35   | 23   |
| 9  | Суд Америка          | 27 | 7  | 6 | 14 | 28  | 47   | 20   |
| 10 | Расинг               | 27 | 2  | 4 | 21 | 17  | 63   | 8    |

## Матчи

### Тур 1
| 22 мая 1932 | Пеньяроль — Ривер Плейт 1:1   |
| 22 мая 1932 | Уондерерс — Расинг 3:0        |
| 22 мая 1932 | Дефенсор — Белья Виста 2:1    |
| 22 мая 1932 | Насьональ — Суд Америка 2:0   |
| 22 мая 1932 | Сентраль — Рампла Хуниорс 1:0 |

### Тур 2
| Насьональ — Ривер Плейт 3:3      |
| Уондерерс — Сентраль 1:1         |
| Пеньяроль — Суд Америка 4:0      |
| Рампла Хуниорс — Белья Виста 3:1 |
| Дефенсор — Расинг 6:0            |

### Тур 3
| Уондерерс — Суд Америка 2:0   |
| Расинг — Насьональ 3:0        |
| Ривер Плейт — Белья Виста 3:1 |
| Дефенсор — Рампла Хуниорс 2:2 |
| Пеньяроль — Сентраль 2:1      |

### Тур 4
| Пеньяроль — Рампла Хуниорс 1:1 |
| Дефенсор — Ривер Плейт 3:0     |
| Белья Виста — Расинг 2:1       |
| Насьональ — Уондерерс 3:1      |
| Сентраль — Суд Америка 1:0     |

### Тур 5
| Насьональ — Сентраль 4:2         |
| Рампла Хуниорс — Суд Америка 7:0 |
| Пеньяроль — Белья Виста 2:0      |
| Ривер Плейт — Расинг 4:3         |
| Дефенсор — Уондерерс 2:1         |

### Тур 6
| Пеньяроль — Расинг 4:1         |
| Белья Виста — Суд Америка 1:1  |
| Насьональ — Дефенсор 1:1       |
| Уондерерс — Рампла Хуниорс 0:0 |
| Ривер Плейт — Сентраль 2:0     |

### Тур 7
| Пеньяроль — Уондерерс 3:2     |
| Сентраль — Дефенсор 2:0       |
| Рампла Хуниорс — Расинг 2:1   |
| Насьональ — Белья Виста 3:0   |
| Ривер Плейт — Суд Америка 2:1 |

### Тур 8
| Пеньяроль — Дефенсор 6:2       |
| Ривер Плейт — Уондерерс 1:0    |
| Суд Америка — Расинг 3:0       |
| Сентраль — Белья Виста 2:2     |
| Рампла Хуниорс — Насьональ 2:1 |

### Тур 9
| Ривер Плейт — Рампла Хуниорс 0:4 |
| Пеньяроль — Насьональ 2:0        |
| Сентраль — Расинг 0:0            |
| Дефенсор — Суд Америка 1:0       |
| Белья Виста — Уондерерс 4:1      |

### Тур 10
| Пеньяроль — Ривер Плейт 3:1   |
| Уондерерс — Расинг 0:0        |
| Дефенсор — Белья Виста 1:1    |
| Насьональ — Суд Америка 5:4   |
| Рампла Хуниорс — Сентраль 4:0 |

### Тур 11
| Насьональ — Ривер Плейт 2:0      |
| Уондерерс — Сентраль 2:1         |
| Пеньяроль — Суд Америка 0:0      |
| Рампла Хуниорс — Белья Виста 2:1 |
| Расинг — Дефенсор 2:1            |

### Тур 12
| Уондерерс — Суд Америка 2:1   |
| Насьональ — Расинг 6:0        |
| Ривер Плейт — Белья Виста 1:0 |
| Рампла Хуниорс — Дефенсор 6:2 |
| Пеньяроль — Сентраль 1:1      |

### Тур 13
| Пеньяроль — Рампла Хуниорс 1:0 |
| Дефенсор — Ривер Плейт 2:1     |
| Белья Виста — Расинг 2:0       |
| Уондерерс — Насьональ 1:0      |
| Суд Америка — Сентраль 2:1     |

### Тур 14
| Сентраль — Насьональ 1:0         |
| Рампла Хуниорс — Суд Америка 3:3 |
| Белья Виста — Пеньяроль 2:0      |
| Ривер Плейт — Расинг 2:1         |
| Дефенсор — Уондерерс 3:1         |

### Тур 15
| Пеньяроль — Расинг 1:0         |
| Суд Америка — Белья Виста 1:0  |
| Насьональ — Дефенсор 0:0       |
| Уондерерс — Рампла Хуниорс 2:1 |
| Ривер Плейт — Сентраль 1:0     |

### Тур 16
| Пеньяроль — Уондерерс 2:1     |
| Дефенсор — Сентраль 6:0       |
| Рампла Хуниорс — Расинг 3:0   |
| Насьональ — Белья Виста 0:0   |
| Ривер Плейт — Суд Америка 1:0 |

### Тур 17
| Дефенсор — Пеньяроль 2:1       |
| Уондерерс — Ривер Плейт 1:0    |
| Суд Америка — Расинг 2:0       |
| Сентраль — Белья Виста 1:0     |
| Рампла Хуниорс — Насьональ 3:2 |

### Тур 18
| Рампла Хуниорс — Ривер Плейт 3:0 |
| Пеньяроль — Насьональ 2:0        |
| Сентраль — Расинг 1:1            |
| Дефенсор — Суд Америка 1:1       |
| Белья Виста — Уондерерс 1:1      |

### Тур 19
| Пеньяроль — Ривер Плейт 3:1   |
| Уондерерс — Расинг 1:0        |
| Белья Виста — Дефенсор 3:1    |
| Насьональ — Суд Америка 2:0   |
| Сентраль — Рампла Хуниорс 2:0 |

### Тур 20
| Насьональ — Ривер Плейт 2:1      |
| Уондерерс — Сентраль 3:0         |
| Суд Америка — Пеньяроль 1:0      |
| Белья Виста — Рампла Хуниорс 1:0 |
| Дефенсор — Расинг 1:0            |

### Тур 21
| Уондерерс — Суд Америка 2:1   |
| Насьональ — Расинг 3:2        |
| Ривер Плейт — Белья Виста 2:1 |
| Рампла Хуниорс — Дефенсор 3:2 |
| Пеньяроль — Сентраль 3:2      |

### Тур 22
| Пеньяроль — Рампла Хуниорс 3:3 |
| Дефенсор — Ривер Плейт 1:0     |
| Белья Виста — Расинг 2:0       |
| Насьональ — Уондерерс 1:1      |
| Сентраль — Суд Америка 2:0     |

### Тур 23
| Насьональ — Сентраль 5:2         |
| Рампла Хуниорс — Суд Америка 3:3 |
| Пеньяроль — Белья Виста 2:0      |
| Ривер Плейт — Расинг 4:0         |
| Дефенсор — Уондерерс 0:0         |

### Тур 24
| Пеньяроль — Расинг 2:0         |
| Белья Виста — Суд Америка 1:1  |
| Насьональ — Дефенсор 3:1       |
| Рампла Хуниорс — Уондерерс 4:1 |
| Ривер Плейт — Сентраль 2:1     |

### Тур 25
| Уондерерс — Пеньяроль 1:0     |
| Сентраль — Дефенсор 2:1       |
| Рампла Хуниорс — Расинг 5:0   |
| Насьональ — Белья Виста 1:0   |
| Суд Америка — Ривер Плейт 2:1 |

### Тур 26
| Пеньяроль — Дефенсор 3:3       |
| Уондерерс — Ривер Плейт 2:1    |
| Суд Америка — Расинг 0:0       |
| Сентраль — Белья Виста 2:2     |
| Рампла Хуниорс — Насьональ 0:0 |

### Тур 27
| Ривер Плейт — Рампла Хуниорс 2:2 |
| Пеньяроль — Насьональ 2:0        |
| Сентраль — Расинг 3:2            |
| Дефенсор — Суд Америка 3:1       |
| Белья Виста — Уондерерс 1:0      |